# Aristolochia leprieurii
Aristolochia leprieurii är en piprankeväxtart som beskrevs av Pierre Étienne Simon Duchartre. Aristolochia leprieurii ingår i släktet piprankor, och familjen piprankeväxter. Inga underarter finns listade i Catalogue of Life.